# Жуков, Виктор Алексеевич
Виктор Алексеевич Жуков (15 декабря 1953 — 11 февраля 2012) — советский киноактёр.

## Биография
Ещё будучи 14-летним школьником, впервые снялся в кино — в фильме режиссёра Льва Мирского «Это было в разведке», где сыграл главную роль юного разведчика (фильм снят на основе реальных событий). Сразу после этого был приглашен на «Ленфильм» в картину «Мальчишки».
Служил в Советской Армии.
В 1975—1977 годах учился в ЛГИТМиКе (курс Кацмана, Л.Додина), в 1977—1978 — в ГИТИСе (мастерская Андрея Алексеевича Попова).
Снялся в 6 кинокартинах (причём в 5 — в главных ролях), но в 1983 году ушёл из кинематографа.
Умер 11 февраля 2012 года.

## Фильмография
1. 1968 — Это было в разведке — Вася Колосов
2. 1969 — Мальчишки (новелла «Это именно я») — Саша Горохов
3. 1972 — Ижорский батальон — Коля Матвеев
4. 1973 — Великие голодранцы — Хвиля, Филипп Касаткин
5. 1977 — Красный чернозём — Филипп Касаткин
6. 1983 — Таёжный моряк — Алик, механик-газовик